# Erich Bärmeier
Erich Bärmeier (* 9. Juli 1928 in Frankfurt am Main; † 28. Oktober 2015 ebenda) war ein deutscher Verleger, Herausgeber und Kommunalpolitiker (SPD, später FDP) in Frankfurt/Main. Bekannt ist er als Herausgeber des Verbraucher- und Freizeit-Magazins DM und der literarisch-satirischen Zeitschrift pardon.

## Leben
Erich Bärmeier wurde als zweiter Sohn seiner Eltern am 9. Juli 1928 in Frankfurt am Main geboren. Die Familie zog nach Leipzig um, wo er die schulische Ausbildung fortführte. Vor Beendigung der Schule wurde er zum Kriegsdienst eingezogen und geriet kurze Zeit später in amerikanische Kriegsgefangenschaft. 1983 nahm Bärmeier das 1950 begonnene und unterbrochene Studium der Politikwissenschaft wieder auf. Er schloss das Studium 1992 mit einer Promotion zum Dr. phil. „Über die Legitimität staatlichen Handelns unter dem Grundgesetz der Bundesrepublik Deutschland“ ab.
Erich Bärmeier war verheiratet und hatte zwei Töchter.

## Herausgeber- und Verlegertätigkeit
Bärmeier betrieb gemeinsam mit Hans A. Nikel kurzzeitig eine Broschüre namens „Preisbeobachter“. Sie recherchierten und schriebe diese fast vollständig selbst, verbreiteten und verkauften sie im Frankfurter Stadtgebiet und in Straßenbahnen. Das Heft wurde nach wenigen Monaten wieder eingestellt.
1954 gründete Bärmeier zusammen mit Hans A. Nikel den Verlag Bärmeier & Nikel (B&N) mit einem Startkapital von 600.- DM. Auf einem geliehenen Rotaprint-Vervielfältiger druckten sie die ersten Bücher. Noch im selben Jahr traten sie mit drei „Schmunzelbüchern“ auf der Frankfurter Buchmesse an die Öffentlichkeit. Der Verlag stellte durch seine eigenwillige humoristische Produktion und nonchalante Präsentation damals ein Novum innerhalb des deutschen Verlagswesens dar und erreichte innerhalb kürzester Zeit das Image eines Fachverlages für Humor, Satire und Karikatur. Der Gesamtumsatz des Verlags 1968 betrug zwölf Millionen Mark.
Es folgten Werke noch kaum bekannter Autoren wie Robert Gernhardt, Walter Hanel, Otto Köhler, Chlodwig Poth, Felix Rexhausen, Hans Traxler, F. K. Waechter sowie eine 20-bändige Jules-Verne-Ausgabe mit Neuübersetzungen durch Jungautoren wie Wolf Wondratschek.
1971 trennten sich die Partner, Nikel erhielt das gleichfalls bei Bärmeier und Nikel erscheinende satirische Monatsblatt pardon, Bärmeier blieb bei der DM.

## DM
1966 hatte Bärmeier das Test- und Ratgeberheft DM nach dem Konkurs des Gründers Schweitzer im Frühjahr 1966 gemeinsam mit Hans A. Nikel übernommen. Im gleichen Jahr ging DM mit einer Startauflage von 300.000 Exemplaren (1,50 Mark pro Heft) und 14-täglicher Erscheinung an den Start. Bärmeier und Nikel mussten für die neue DM (Kauf- und Startkosten: rund eine Million Mark) hohe Kredite in Anspruch nehmen.
Teil der aufgekauften Konkursmasse war auch das alte DM-Testinstitut in Fellbach bei Stuttgart, das Bärmeier & Nikel einschließlich DM-Titel, -Rechte, -Abonnenten und -Archiv für 320 000 Mark erwarben und in ein selbständiges Institut für Warenprüfung GmbH umwandelten. Geschäftsführenden Leiter wurde der Stuttgarter Fachzeitschriften- und Zeitungs-Verlagskaufmann Hans Keller, Vizepräsident des bundesdeutschen Marketing- und Verkaufsleiterclubs. Das eigene Testinstitut ist ein Vorläufer der Stiftung Warentest.

## Pardon
Pardon war eine deutschsprachige literarisch-satirische Zeitschrift, die von 1962 bis 1982 erschien. Erich Bärmeier war zuständig für die Verlags- und Vertriebsgeschäfte, Chefredakteur war Hans A. Nikel. Das Grundkapital für die Pardon-Gründung lieferte der vorangegangene Erfolg der Schmunzelbücher.

## Kommunalpolitik
Bärmeier war vom 1. November 1968 bis zum 31. Oktober 1972 für die SPD Mitglied der Stadtverordnetenversammlung Frankfurts. Die Wahl von Erich Bärmeier als neuer Beisitzer gemeinsam mit dem Juristen Johannes Düttmann wurde in den Medien als Stärkung des linken Flügels gewertet. Bärmeier selbst beschrieb die Fraktionsarbeit als „außerordentlich langweilig“.

## Werke
- Über die Legitimität staatlichen Handelns unter dem Grundgesetz der Bundesrepublik Deutschland : die Unvereinbarkeit staatlichen Schulehaltens mit den Verfassungsprinzipien der "Staatsfreiheit" und der "Verhältnismässigkeit", Diss. 1992, ISBN 978-3-631-45372-8